# 平纳反应
平纳反应（德語：Pinner-Reaktion），得名於化学家阿道夫·平纳，指腈与醇在酸（如盐酸）催化下，生成亚氨酯的盐酸盐（即平纳盐）。
平纳盐接下来可以有很多种转化方式，例如它可以与过量醇生成原酸酯，与氨或胺生成脒以及与水生成酯，等等。